# Scotinotylus bodenburgi
Scotinotylus bodenburgi är en spindelart som först beskrevs av Chamberlin och Ivie 1947.  Scotinotylus bodenburgi ingår i släktet Scotinotylus och familjen täckvävarspindlar.
Artens utbredningsområde är Alaska. Inga underarter finns listade i Catalogue of Life.